# Окилов, Окил Гайбуллаевич
Окил Гайбуллаевич Окилов (тадж. Оқил Ғайбуллоевич Оқилов; в российских источниках чаще именуется Акил Акилов; род. 2 февраля 1944, Ленинабад, Таджикская ССР, СССР) — премьер-министр Таджикистана с 20 декабря 1999 по 23 ноября 2013 года.

## Биография
Окил Окилов родился 2 февраля 1944 года в Ленинабаде. В 1967 году окончил Московский инженерно-строительный институт, а в 1980 году — Академию общественных наук при ЦК КПСС.
До назначения премьер-министром занимал должности министра строительства РТ (1993—1994), заместителя премьер-министра РТ (1994—1996), первого заместителя председателя Ленинабадской области (1996—1999).
В конце ноября 2013 года отправлен в отставку, на его место назначен Кохир Расулзада, ранее возглавлявший Согдийскую область.

## Награды
- Орден Исмоила Сомони I степени[2]
- Орден «Знак Почёта»[2]
- Медаль «За трудовое отличие»[2]
- Заслуженный работник Таджикистана[2]
- Лауреат премии имени А. Рудаки[2]